# 1819
| 1819               |
| ------------------ |
| Dødsfald - Fødsler |
| • Begivenheder     |

| Gregoriansk kalender | 1819 MDCCCXIX           |
| Ab urbe condita      | 2572                    |
| Armensk kalender     | 1268 ԹՎ ՌՄԿԸ            |
| Kinesiske kalender   | 4515 – 4516 戊寅 – 己卯 |
| Etiopisk kalender    | 1811 – 1812             |
| Jødisk kalender      | 5579 – 5580             |
| Hindukalendere       |                         |
| - Vikram Samvat      | 1874 – 1875             |
| - Shaka Samvat       | 1741 – 1742             |
| - Kali Yuga          | 4920 – 4921             |
| Iransk kalender      | 1197 – 1198             |
| Islamisk kalender    | 1234 – 1235             |

Året 1819 startede på en fredag, og der er folketælling i Aalborg og Nibe.
Konge i Danmark: Frederik 6. 1808-1839
Se også 1819 (tal)

## Begivenheder

### Januar
- 17. januar - Simón Bolívar udråber republikken Colombia

### Februar
- 6. februar - Singapore grundlægges som en ny handelspost for Britisk Østindisk Compani af Stamford Raffles
- 22. februar - USA køber Florida af Spanien

### Maj
- 1. maj - i Frankrig gennemføres en lov om indførelse af pressefrihed
- 21. maj - det første dampskib i Danmark, Caledonia, ankom til København og begyndte at besejle ruten København-Kiel.[1]
- 22. maj - SS Savannah står ud fra Savannah i USA for omkring en måned senere at blive det første dampskib, der krydser Atlanterhavet

### September
- 5. september - den såkaldte Jødefejden bryder ud i København og flere købstæder

### December
- 14. december – Alabama bliver USA's 22. stat

### Udateret
- Spanien sælger Florida til USA

## Født
- 25. marts – V.U. Hammershaimb, skaber af det færøske skriftsprog (død 1909).
- 31. marts – William Wain, engelsk-født dansk ingeniør og maskinfabrikant (død 1882).
- 20. juni – Jacques Offenbach, tysk-fransk komponist. (død 1880).
- 1. august – Herman Melville, amerikansk forfatter (Moby Dick). (død 1891).
- 18. september – Jean Foucault, fransk fysiker, som udvikler teknikker til nøjagtige målinger af lysets hastighed. Ved eksperimenter beviser han jordens rotation. (død 1896)
- 22. november – Mary Ann Evans, engelsk forfatterinde med pseudonymet George Eliot. (død 1880).

## Dødsfald
- 25. januar – Christian Bastholm, dansk præst og teolog (født 1740).
- 19. august – James Watt, opfinder af Dampmaskinen (født 1736).

## Sport
- Ernst Mensens første bemærkelsesværdige løb blev foretaget, fra London til Portsmouth.

## Musik
- Der er et yndigt land - af Adam Oehlenschläger
- 24. februar - det niårige vidunderbarn Frédéric Chopin debuterer i Warszawa